# 伊万诺-弗兰科夫斯克州州长
伊万诺-弗兰科夫斯克州州长（烏克蘭語：Івано-Франківська обласна державна адміністрація）是伊万诺-弗兰科夫斯克州行政部门的负责人。该职位由乌克兰总统任命。现任州长为斯维特拉娜·奥尼休克。